# Игл-Пасс
Игл-Пасс (англ. Eagle Pass) — город в США, расположенный в южной части штата Техас, административный центр округа Маверик. По данным переписи за 2010 год число жителей составляло 26 248 человек, по оценке Бюро переписи США в 2017 году в городе проживало 28 945 человек.

## История
Во время Американо-мексиканской войны группа техасских волонтёров основала наблюдательный пункт на берегу Рио-Гранде, рядом с переправой, основанной контрабандистами Эль-Пасо-дель-Агила. Название переправы пошло от частых полётов мексиканских орлов над местностью. При завершении войны пункт был заброшен, однако дорога часто использовалась пограничниками и торговцами. В 1849 году в трёх километрах выше по течению была основана крепость Форт-Данкан. Основание крепости послужило зарождению поселения на месте бывшего наблюдательного пункта. В 1850 году в поселении появился торговый пункт, деревня получила название по названию переправы. Вскоре, в связи с ростом англоязычных жителей, поселение переименовали в Игл-Пасс. Примерно в это же время эмигранты, направлявшиеся в Калифорнию на золотые прииски, основали перевалочный пункт Калифорния-Кэмп. Торговые и транспортные потоки привели к тому, что поселение переехало от переправы к месту выше чем Форт-Данкан по течению. В 1851 году между Игл-Пассом и Сан-Антонио было пущено регулярное дилижансовое сообщение. В 1852 году в городе заработала католическая церковь.
В ранние годы поселение и ближайший форт были постоянно под атаками индейцев племён липанов и команчей. Основанный на противоположном берегу реки город Пьедрас-Неграс, стал пристанищем для беглых рабов. Оба берега реки наводняли преступники. В 1855 году Джеймс Каллахан тремя отрядами добровольцев вторгся на территорию Мексики в процессе преследования липанов и кикапу. После боя с мексиканскими военными, отряды отступили к Пьедрас-Неграсу и подожгли поселение, прежде чем вернуться в Игл-Пасс. Во время Гражданской войны реку пересекла группа мексиканских диверсантов, захватившая гарнизон Форт-Данкана. Жители города построили баррикады из тюков с хлопком и смогли отбиться от нападавших. В 1863 года после потери Браунсвилла Игл-Пасс стал важным транспортным узлом Конфедерации. 4 июля 1865 года последний отряд сил Конфедерации под руководством Джозефа Шелби пересёк Рио-Гранде в районе Игл-Пасса по пути в Мексику и сжёг последний флаг Конфедерации.
В 1871 году, когда завершилась организация округа Маверик, Игл-Пасс стал административным центром нового округа. В 1872 году в городе открылась академия святого Иосифа для девушек. В послевоенные годы город был под влиянием преступников и скотокрадов во главе с Джоном Кингом Фишером. Порядок был установлен только с приходом железной дороги Galveston, Harrisburg and San Antonio Railway в 1882 году. Железную дорогу продлили в Пьедро-Негро и город стал важным пунктом международных перевозок. В 1887 году в городе открылась первая протестантсткая церковь. Основными источниками доходов населения были скотоводство, фермерство и угольные шахты.
Во время Второй мировой войны в 20 километрах к северу от Игл-Пасса была построена военная лётная база Eagle Pass Army Air Field. Построенная магистраль 57 США стала важной трассой, соединившей США и Мексику и способствовала развитию туризма в регионе. В 1970-х и 1980-х годах в регионе началась добыча нефти. В 1982 году с резким удешевением мексиканской валюты поток туристов сократился. Позже на экономику региона положительно повлияли макиладоры. Основной отраслью стали текстиль и производство оружия.
В 2008 году правительство США подало иск в суд для того, чтобы получить доступ к территории на которой необходимо было воздвигнуть пограничную ограду.
В 2012 году суди признал виновными пятерых жителей Игл-Пасса в мошенничестве с кредитными картами на сумму около 70 000 долларов. Кредитные карты выдавались сотруднику отдела общественных работ города Игл-Пасс для закупки топлива для городского автопарка, а тот поделился ими с другими лицами для частных покупок. Держатели карт продавали топливо по заниженным ценам третьим лицам, расплачиваясь муниципальными картами и при этом получая от покупателей наличные деньги. Организатор схемы, бывший работник отдела общественных работ, был приговорен к трём с половиной годам лишения свободы и штрафу в 68 373,87 доллара.
В 2015 году расследование ФБР и департамента общественной безопасности позволило предъявить всем четырём комиссионерам округа Маверик и мировому судье округа обвинения во взяточничестве, откатах и фальсификациях с 2012 года. Преступники были приговорёны к лишению свободы от 3 до 10 лет.
30 марта 2017 года бывший сити-менеджер Гектор Чавес-старший признал свою вину в обмане агентов ФБР в отношении коррупции, связанной с государственными контрактами в округе Маверик. Чавес получил 20 000 долларов от инженерной фирмы для того, чтобы подкупить окружного комиссара для получения контракта на сумму 270 000 долларов. Чавес признался, что в 2015 году дал ложные показания. Бывший сити-менеджер признан виновным и был приговорён к трём с половиной годам заключения и трём годам условного заключения.

## География
Игл-Пасс находится в центральной части округа, его координаты: 28°42′41″ с. ш. 100°28′54″ з. д..
Согласно данным бюро переписи США, площадь города составляет около 25 км2, из которых примерно 24,8 км2 занято сушей, а около 0,2 км2 является водной поверхностью.

### Климат
Согласно классификации климатов Кёппена, в Игл-Пассе преобладает семиаридный климат низких широт (BSh).
| Показатель                    | Янв.  | Фев.  | Март | Апр. | Май  | Июнь | Июль | Авг. | Сен. | Окт. | Нояб. | Дек.  | Год   |
| ----------------------------- | ----- | ----- | ---- | ---- | ---- | ---- | ---- | ---- | ---- | ---- | ----- | ----- | ----- |
| Абсолютный максимум, °C       | 35,6  | 38,3  | 41,1 | 42,2 | 45,6 | 46,1 | 46,1 | 44,4 | 43,9 | 41,1 | 37,8  | 34,4  | 46,1  |
| Средний суточный максимум, °C | 18,3  | 21,1  | 25,9 | 29,9 | 32,9 | 36,2 | 37,4 | 37,6 | 34,1 | 29,2 | 23,2  | 18,7  | 28,7  |
| Средняя температура, °C       | 11,2  | 13,8  | 18,2 | 22,6 | 26,2 | 29,4 | 30,6 | 30,6 | 27,5 | 22,3 | 16,2  | 11,7  | 21,7  |
| Средний суточный минимум, °C  | 4,2   | 6,5   | 10,6 | 15,2 | 19,5 | 22,7 | 23,8 | 23,6 | 20,9 | 15,4 | 9,1   | 4,7   | 14,7  |
| Абсолютный минимум, °C        | −12,2 | −12,2 | −6,7 |      | 5,6  | 8,3  | 16,7 | 15,6 | 5,6  | −2,8 | −7,2  | −11,1 | −12,2 |
| Норма осадков, мм             | 22    | 22    | 21   | 47   | 80   | 64   | 50   | 50   | 73   | 53   | 24    | 21    | 527   |
| Источник: weatherbase.com     |       |       |      |      |      |      |      |      |      |      |       |       |       |

24 апреля 2007 года через город прошёл торнадо, жертвами которого стали 7 человек.

## Население
Согласно переписи населения 2010 года в городе проживало 26 248 человек, было 8272 домохозяйства и 6517 семей. Расовый состав города: 88,1 % — белые, 0,3 % — афроамериканцы, 0,4 % — коренные жители США, 0,6 % — азиаты, 0 % (1 человек) — жители Гавайев или Океании, 9,3 % — другие расы, 1,4 % — две и более расы. Число испаноязычных жителей любых рас составило 95,5 %.
Из 8272 домохозяйств, в 47,8 % живут дети младше 18 лет. 54,3 % домохозяйств представляли собой совместно проживающие супружеские пары (28,2 % с детьми младше 18 лет), в 20,1 % домохозяйств женщины проживали без мужей, в 4,4 % домохозяйств мужчины проживали без жён, 21,2 % домохозяйств не являлись семьями. В 19,6 % домохозяйств проживал только один человек, 10,2 % составляли одинокие пожилые люди (старше 65 лет). Средний размер домохозяйства составлял 3,13 человека. Средний размер семьи — 3,64 человека.
Население города по возрастному диапазону распределилось следующим образом: 34,7 % — жители младше 20 лет, 24,2 % находятся в возрасте от 20 до 39, 27,8 % — от 40 до 64, 13,3 % — 65 лет и старше. Средний возраст составляет 33,1 года.
Согласно данным опросов пяти лет с 2013 по 2017 годы, медианный доход домохозяйства в Игл-Пассе составляет 41 537 долларов США в год, медианный доход семьи — 47 474 доллара. Доход на душу населения в городе составляет 18 130 долларов. Около 21 % семей и 24,9 % населения находятся за чертой бедности. В том числе 37,3 % в возрасте до 18 лет и 32,5 % старше 65 лет.

## Местное управление
Управление городом осуществляется мэром и городским советом, состоящим из 4 человек. Члены совета избираются всем городом сроком на четыре года.
Другими важными должностями, на которые происходит наём сотрудников, являются:
- Сити-менеджер
- Городской секретарь
- Городской юрист
- Муниципальный судья
- Начальник комиссии по содержанию международного моста
- Глава отдела общественных работ
- Директор отдела парков и отдыха
- Финансовый директор
- Начальник отдела кадров
- Директор департамента планирования
- Глава налогового отдела
- Шеф полиции
- Шеф пожарной охраны
- Глава отдела коммунальных услуг

## Инфраструктура и транспорт
Основными автомагистралями, проходящими через Игл-Пасс, являются:
- автомагистраль 57 США проходит с северо-востока от Сан-Антонио к границе с Мексикой к востоку от Игл-Пасса.
- автомагистраль 277 США идёт с северо-запада от Дель-Рио на восток к Карризо-Спрингс.

В городе располагается международный мемориальный аэропорт округа Маверик. Аэропорт располагает одной взлётно-посадочной полосой длиной 1678 метров. Ближайшим аэропортом, выполняющим коммерческие рейсы, является Международный аэропорт Пьедрас-Неграс. Аэропорт находится примерно в 10 километрах к юго-западу от Игл-Пасса. Ближайшим аэропортом в США является Международный аэропорт Ларедо. Аэропорт находится примерно в 185 километрах к юго-востоку от Игл-Пасса.

## Образование
Большая часть города обслуживается независимым школьным округом Игл-Пасс.
В Игл-Пассе располагается кампус университета Сала Росса, имеющий, как и другие филиалы, название колледж Рио-Гранде.

## Экономика
Согласно финансовому отчёту города за 2016-2017 финансовый год, Игл-Пасс владел активами на $249,62 млн, долговые обязательства города составляли $89,84 млн. Доходы города составили $51,52 млн, расходы города — $47,42 млн .
Основными работодателями в городе являются:
| Работодатель                        | Число работников |
| ----------------------------------- | ---------------- |
| Независимый школьный округ Игл-Пасс | 2500             |
| Казино Kickapoo Lucky Eagle         | 950              |
| Walmart                             | 430              |
| Медицинский центр Форт-Данкан       | 400              |
| H-E-B                               | 335              |
| Медицинский центр United            | 304              |
| Maverick Arms                       | 250              |
| McDonald’s                          | 200              |
| IBC Bank                            | 164              |
| Lowe’s                              | 140              |

## Галерея

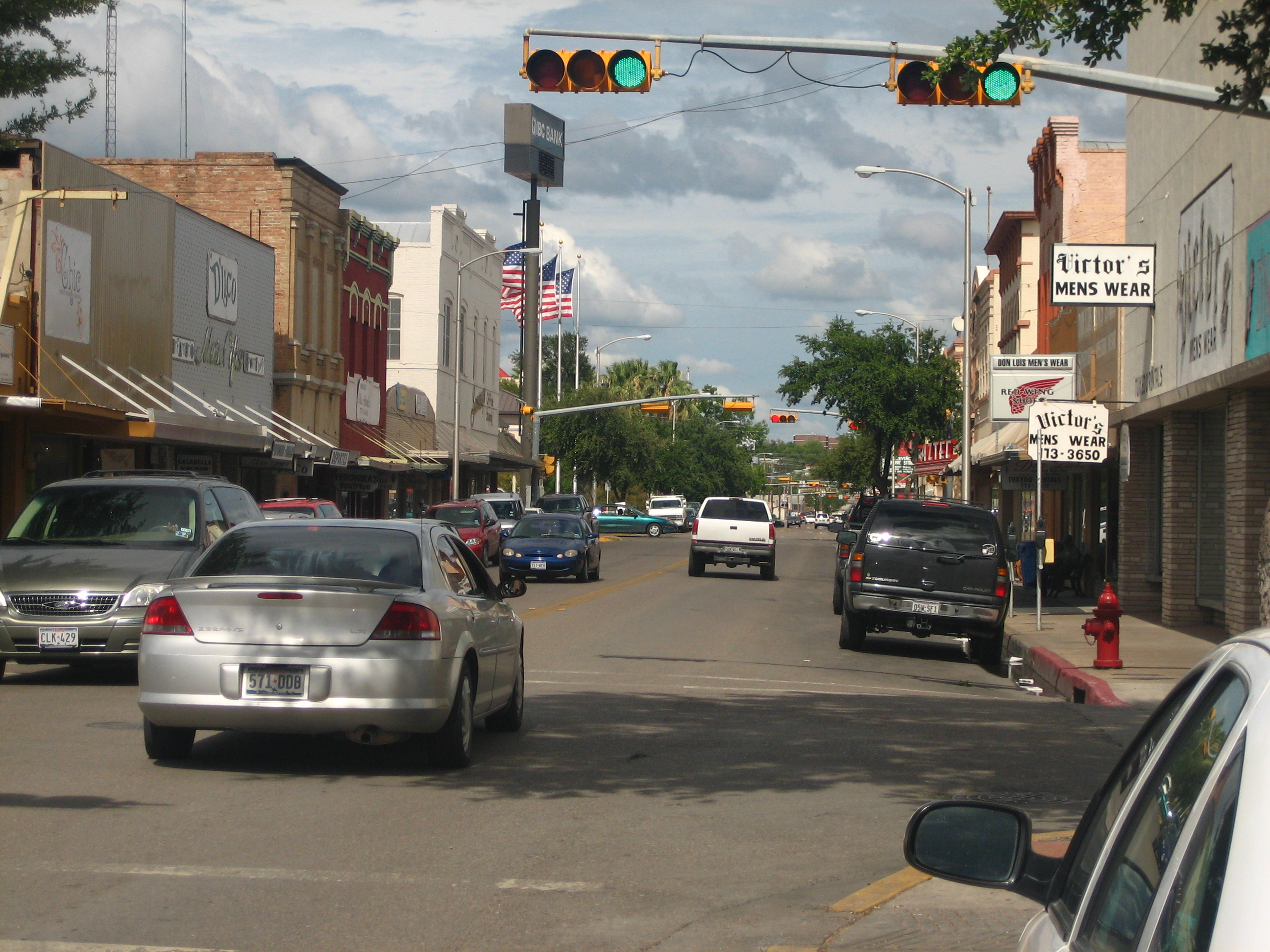
Центр Игл-Пасса
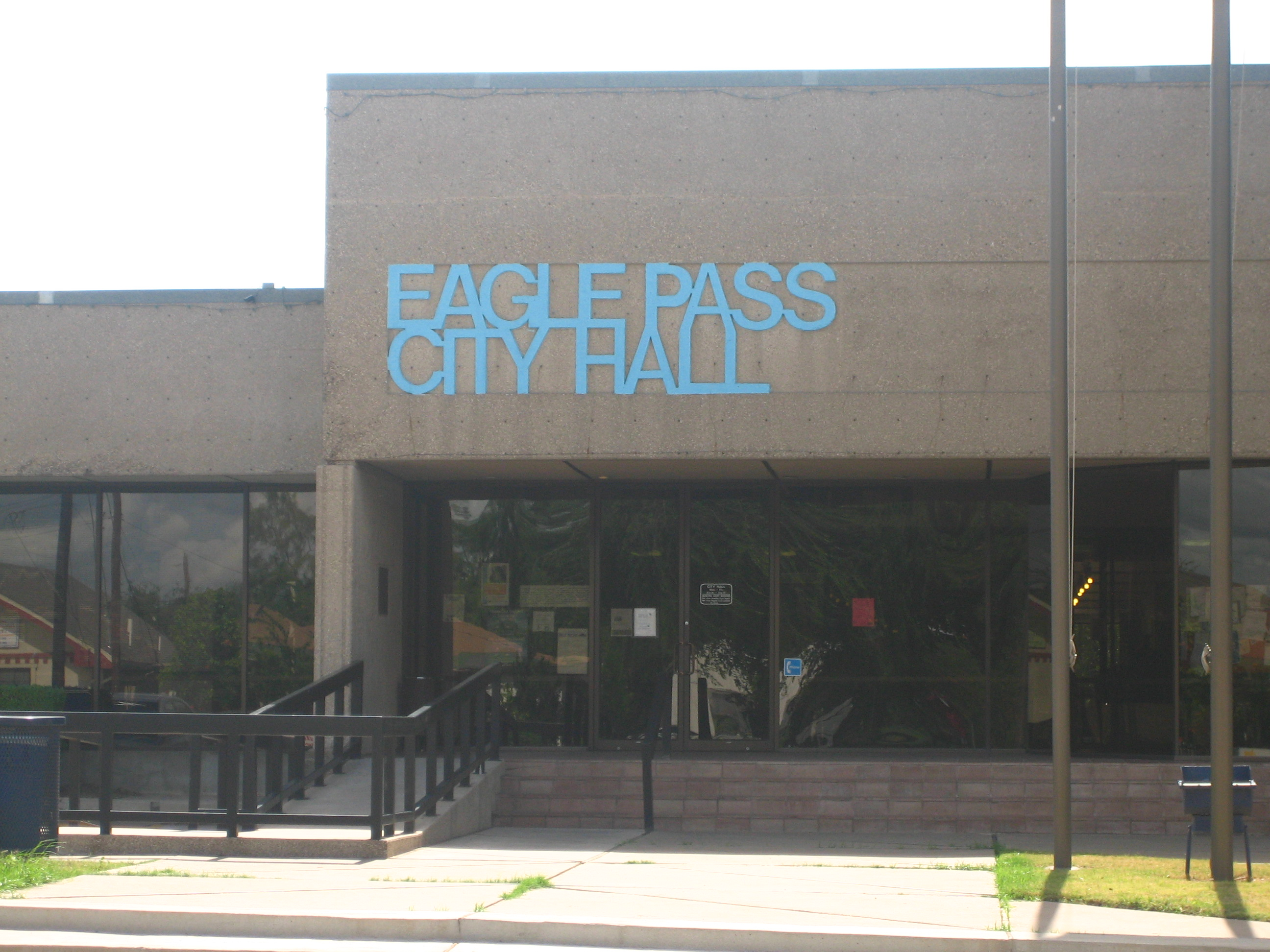
Городская ратуша Игл-Пасса при въезде на международный мост
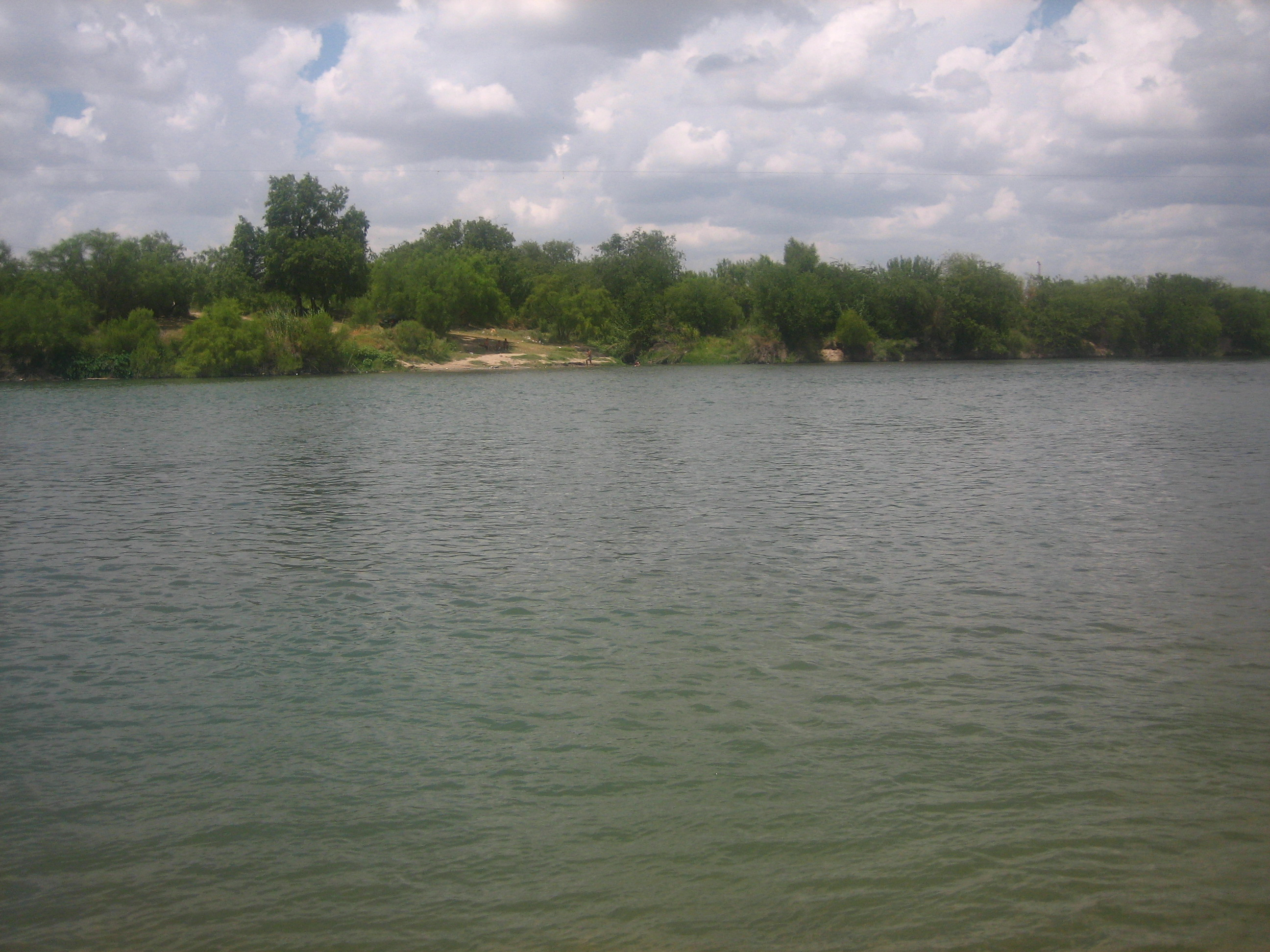
Вид на Рио-Гранде и мексиканский город Пьедрас-Неграс на заднем плане
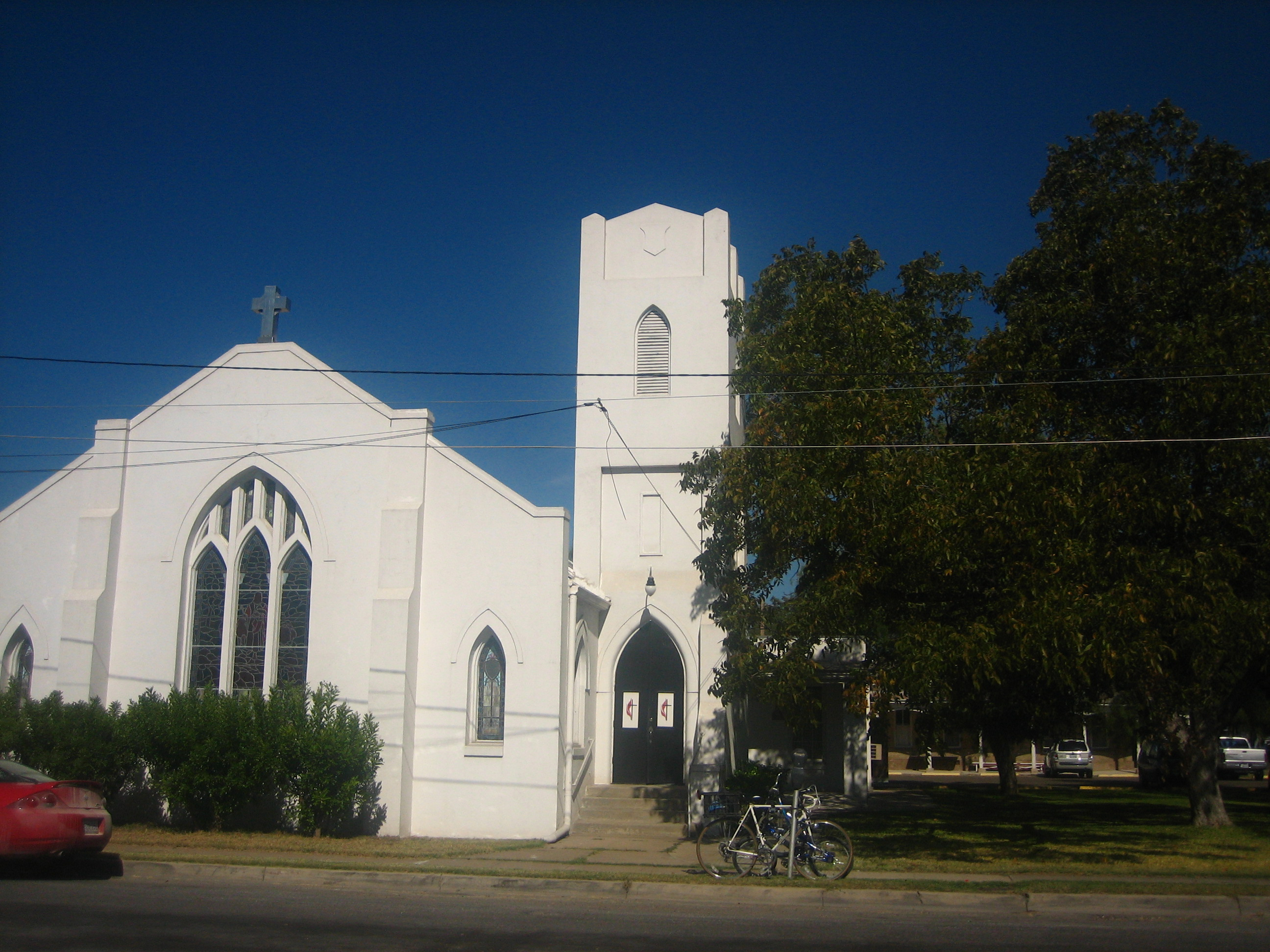
Первая методистская церковь города
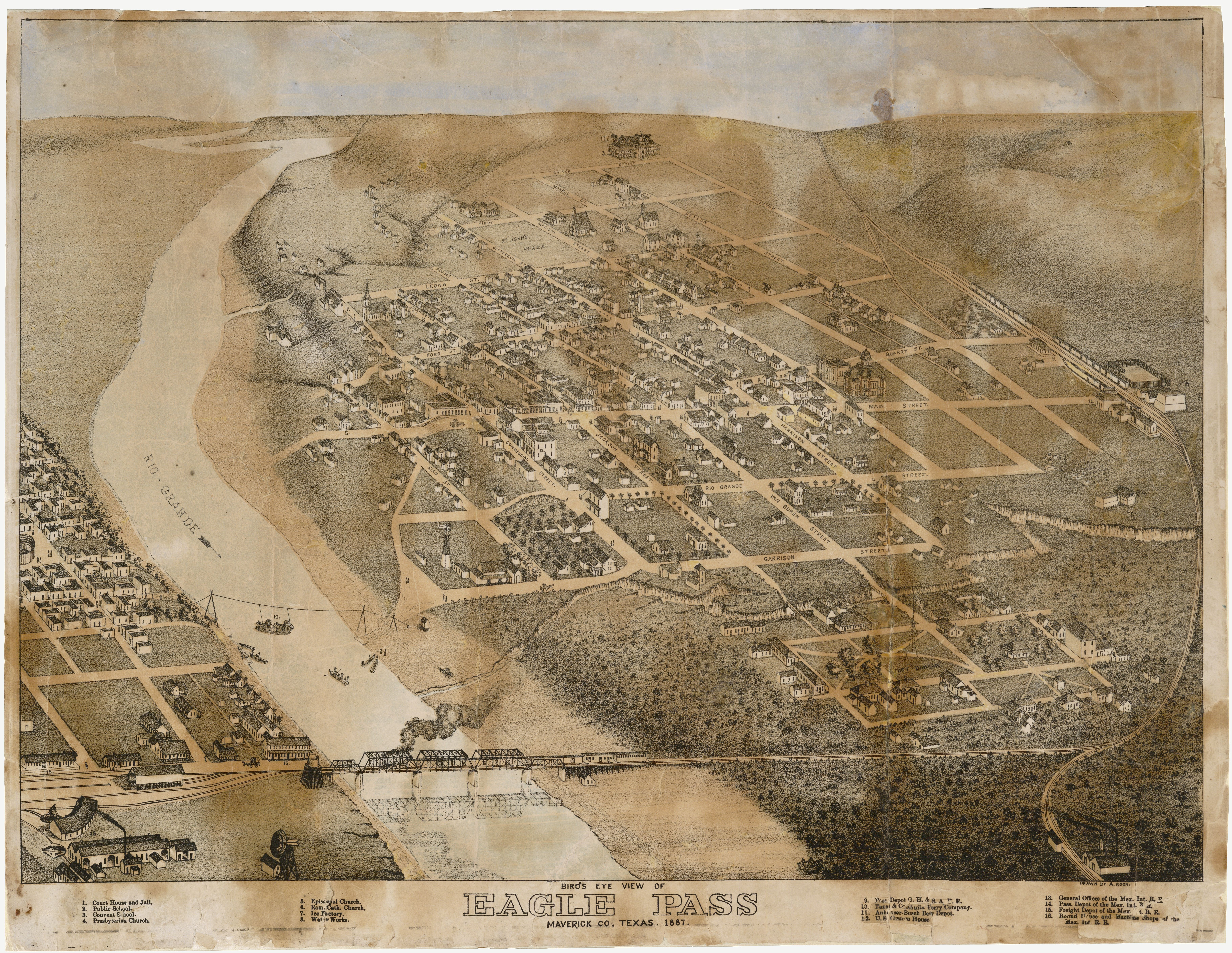
Карта Игл-Пасса 1887 года
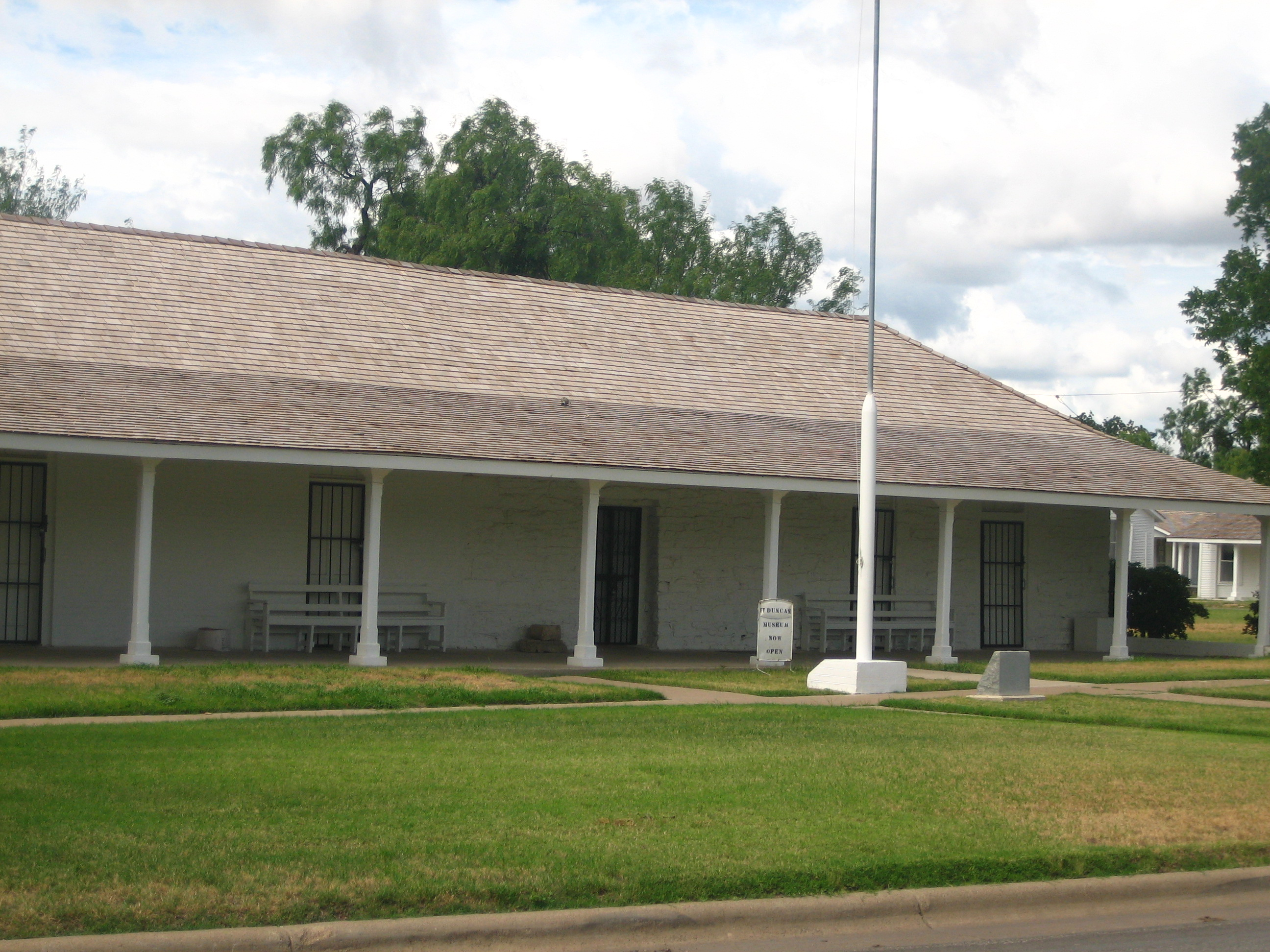
Восстановленная крепость Форт-Данкан.
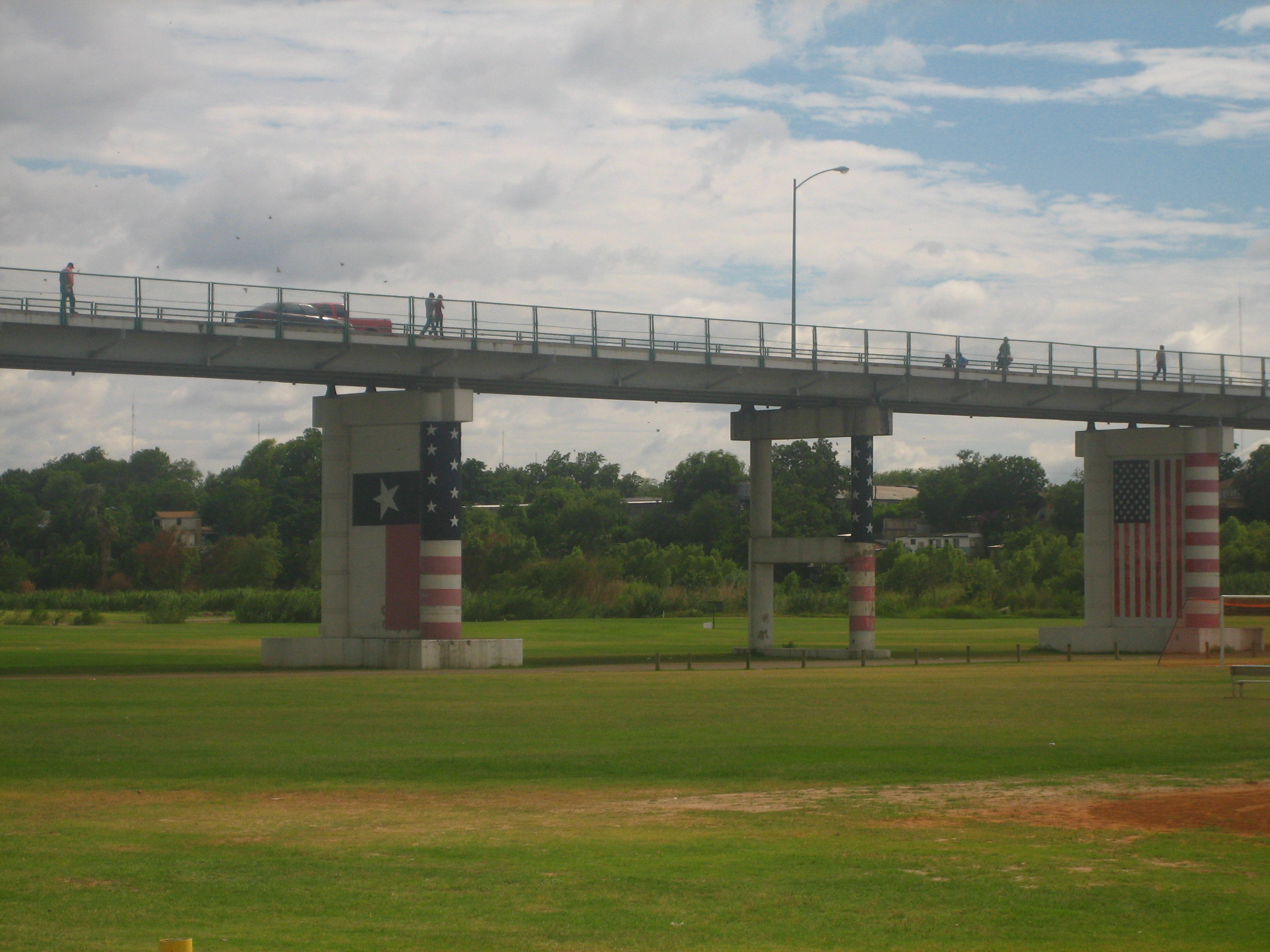
Международный мост через Рио-Гранде в Игл-Пассе
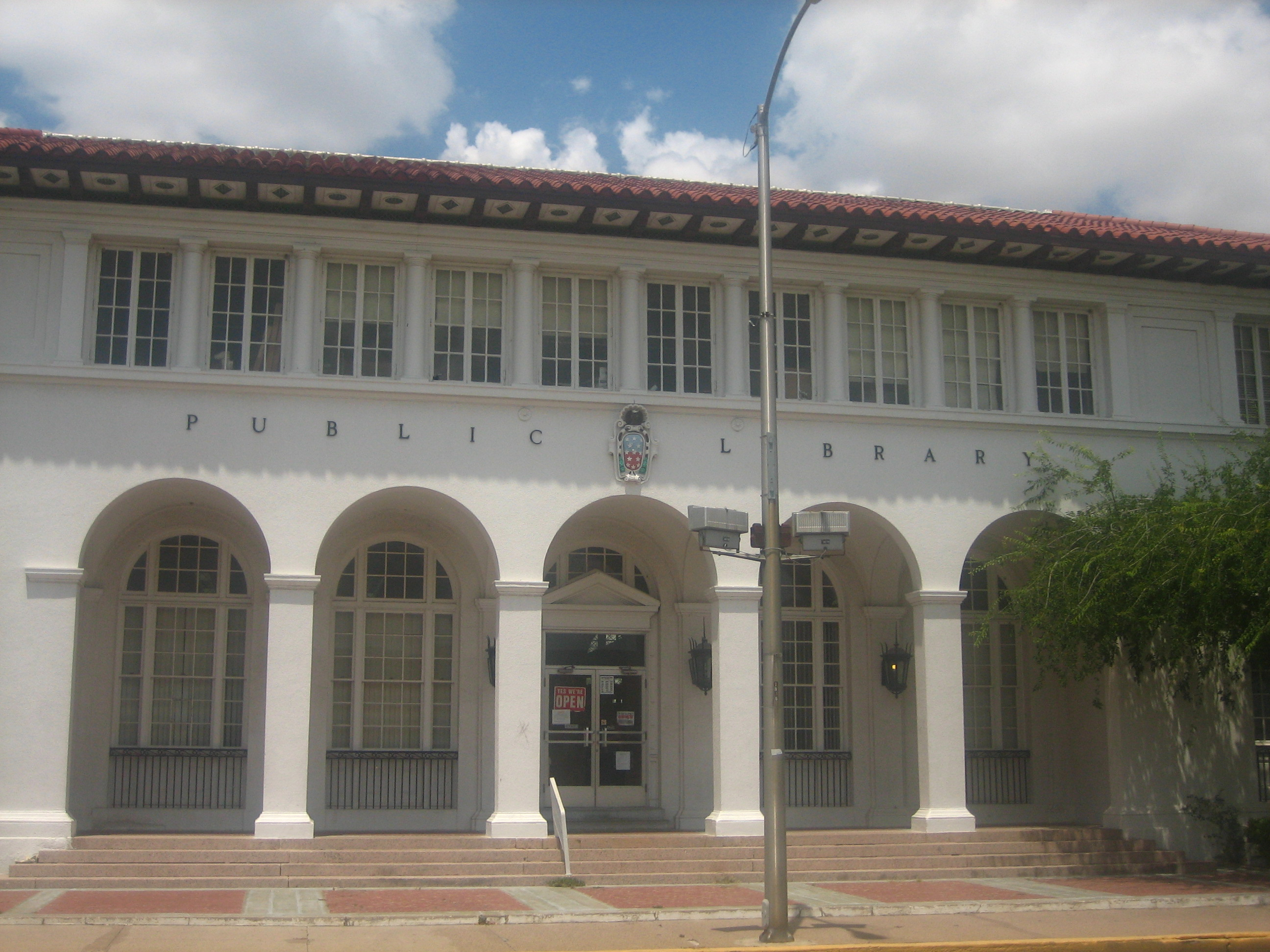
Общественная библиотека Игл-Пасса
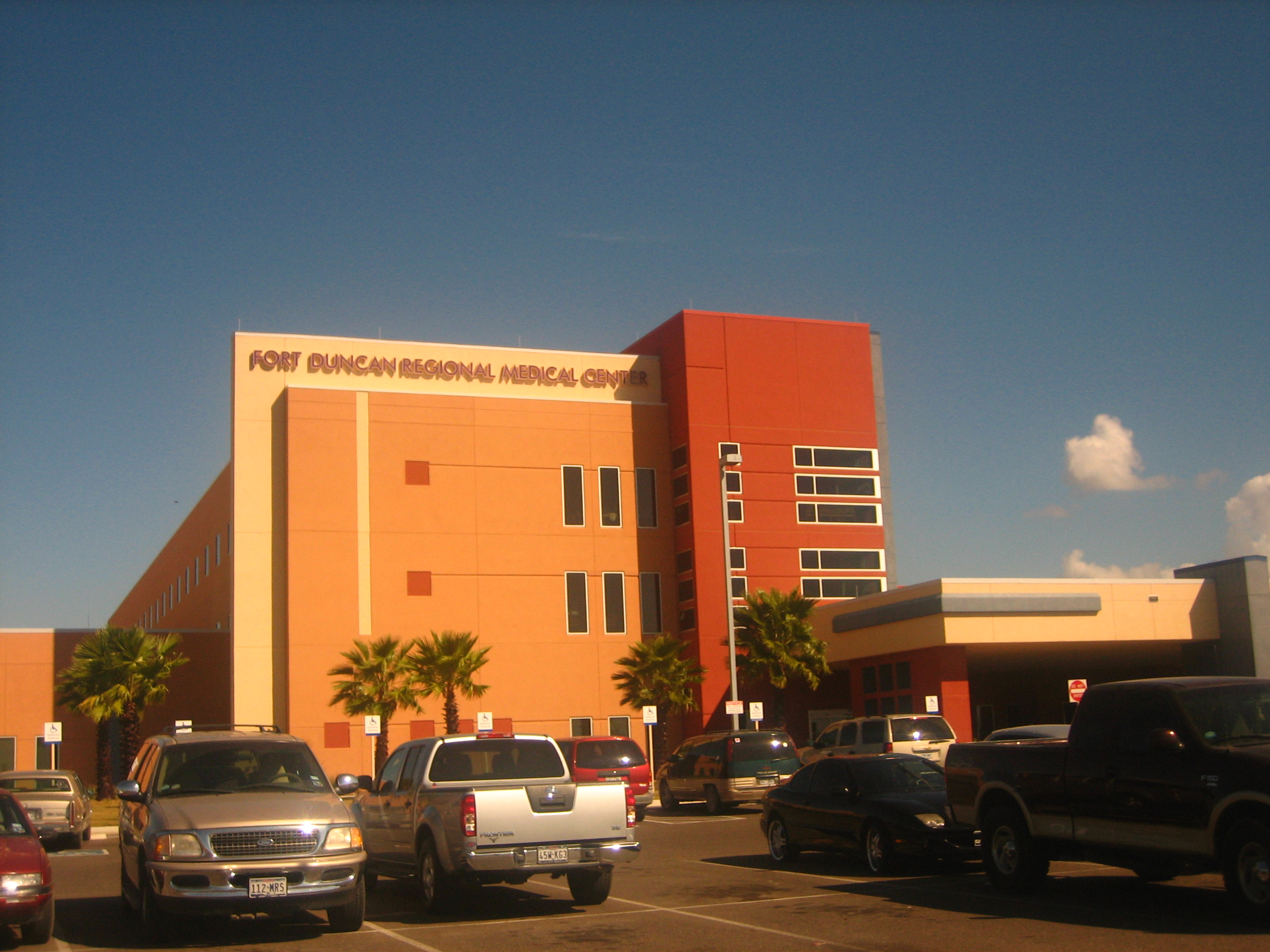
Медицинский центр Форт-Данкан
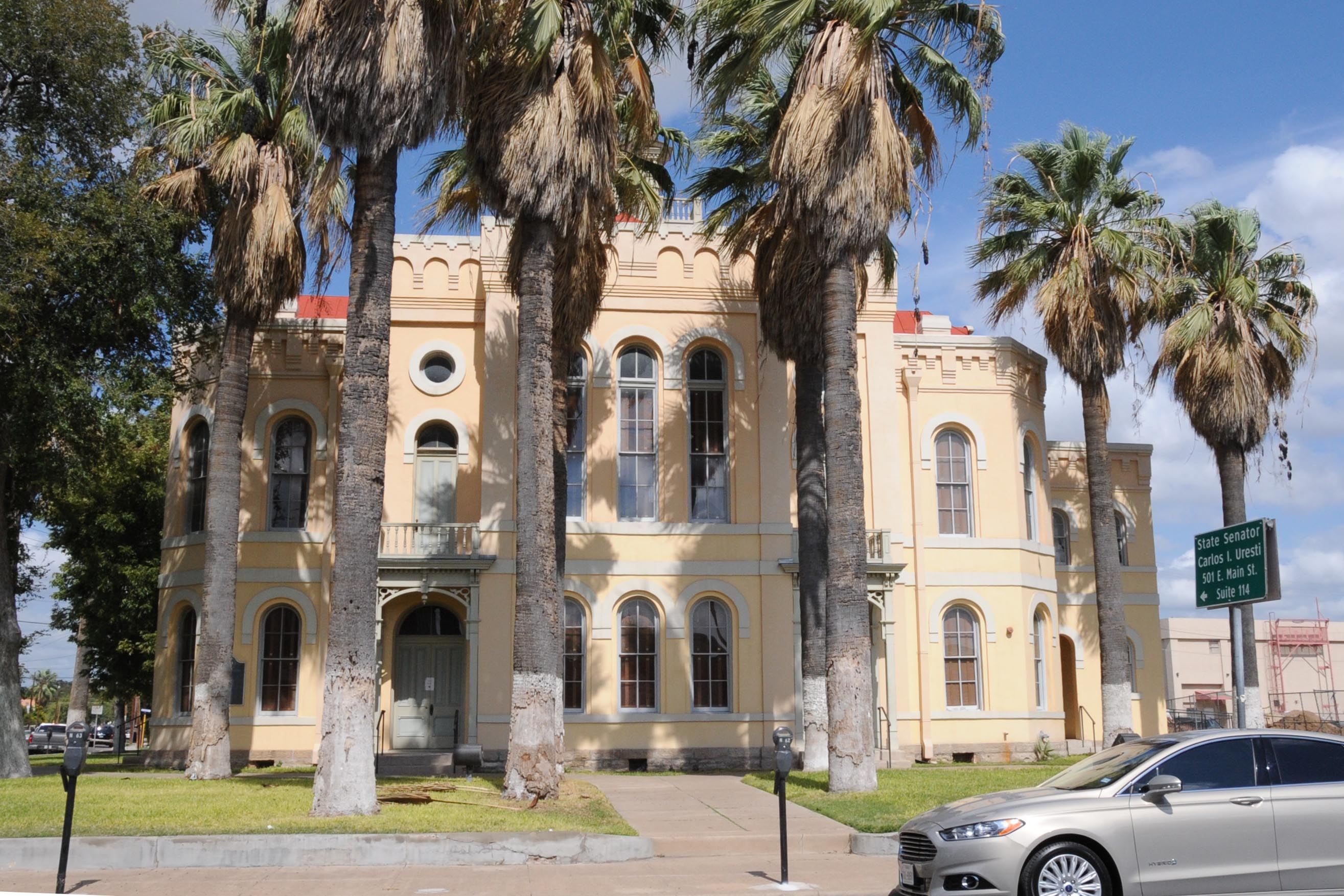
Историческое здание суда округа Маверик
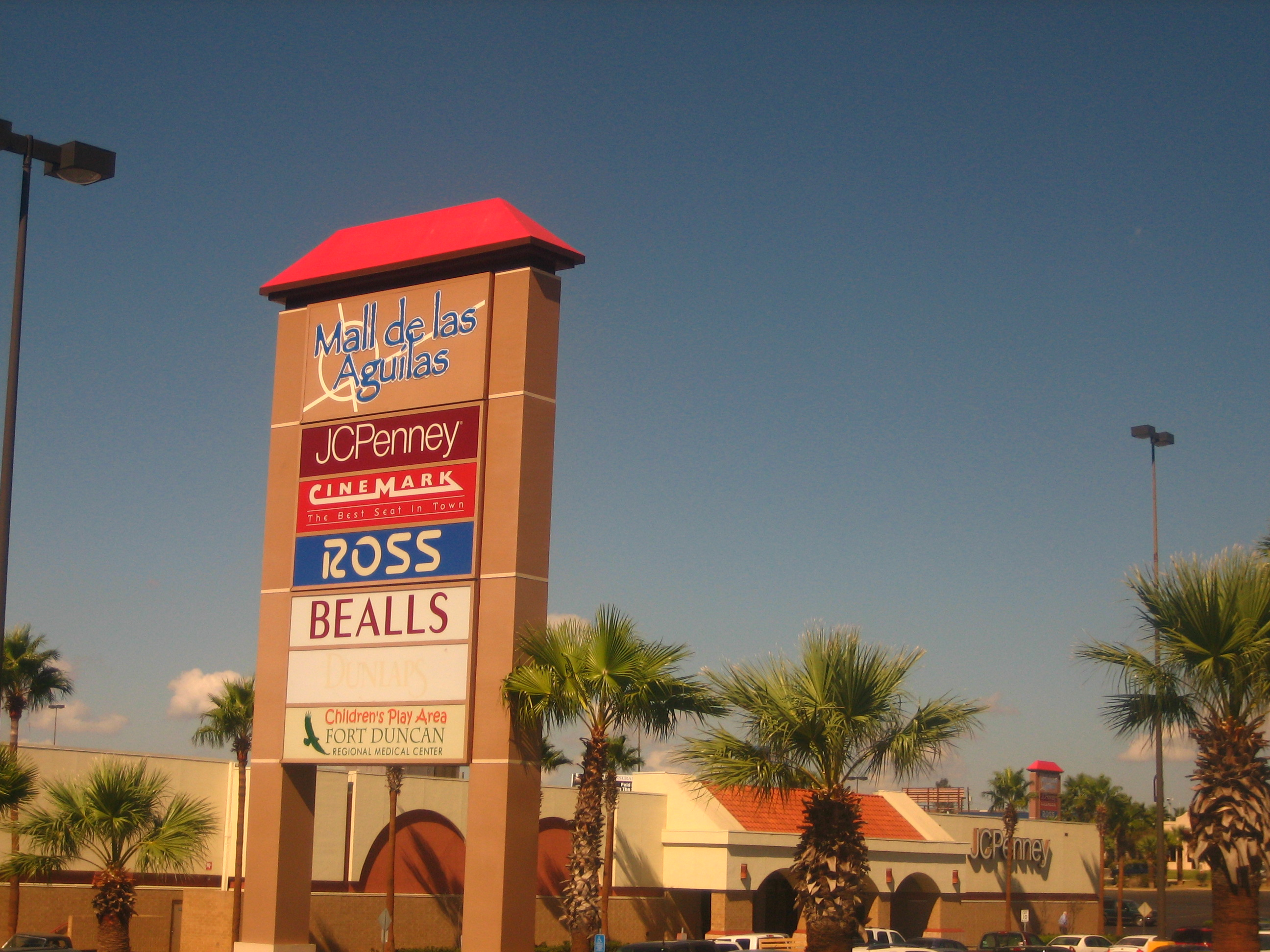
Торговый центр De las Aguilas в Игл-Пассе